# Stazione di Chōfu (Tokyo)
La stazione di Chōfu (調布駅?, Chōfu-eki) è la principale stazione ferroviaria della città di Chōfu, città conurbata con Tokyo. La stazione è servita dalle linee Keiō principale e Sagamihara della Keiō Corporation.

## Linee
Keiō Corporation
Linea Keiō
Linea Keiō Sagamihara

## Struttura
La stazione è realizzata in sotterraneo, con due canne sovrapposte, ciascuna delle quali accoglie un marciapiede centrale con due binari, per un totale di quattro (due per la linea principale e due per la linea Sagamihara). La stazione sotterranea è stata aperta nell'agosto 2012, dopo i lavori di interramento al fine di ricucire il taglio in superficie causato dalla linea.
| 1-2 | Linea Keiō            | per Fuchū, Keiō-Hachiōji e Takaosanguchi                                         |
| 1-2 | Linea Keiō Sagamihara | per Keiō-Tama-Center e Hashimoto                                                 |
| 3-4 | Linea Keiō            | per Meidaimae, Sasazuka, Shinjuku e (linea Shinjuku della metropolitana di Tokyo |

## Stazioni adiacenti
| «                     | Servizio                    | »              |
| Linea Keiō            | Linea Keiō                  | Linea Keiō     |
| --------------------- | --------------------------- | -------------- |
| Fuda                  | Locale                      | Nishi-Chōfu    |
| Tsutsujigaoka         | Rapido                      | Nishi-Chōfu    |
| Tsutsujigaoka         | Espresso Espresso sezionale | Higashi-Fuchū  |
| Chitose-Karasuyama    | Semiespresso speciale       | Fuchū          |
| Meidaimae             | Espresso speciale           | Fuchū          |
| Linea Keiō Sagamihara |                             |                |
| Fuda                  | Locale                      | Keiō-Tamagawa  |
| Tsutsujigaoka         | Rapido Espresso sezionale   | Keiō-Tamagawa  |
| Tsutsujigaoka         | Espresso                    | Keiō-Inadazumi |
| Chitose-Karasuyama    | Semiespresso speciale       | Keiō-Inadazumi |
| Meidaimae             | Espresso speciale           | Keiō-Inadazumi |